# Cynara cornigera
Cynara cornigera ist eine Pflanzenart aus der Gattung der Artischocken (Cynara) in der Familie der Korbblütler (Asteraceae).

## Merkmale

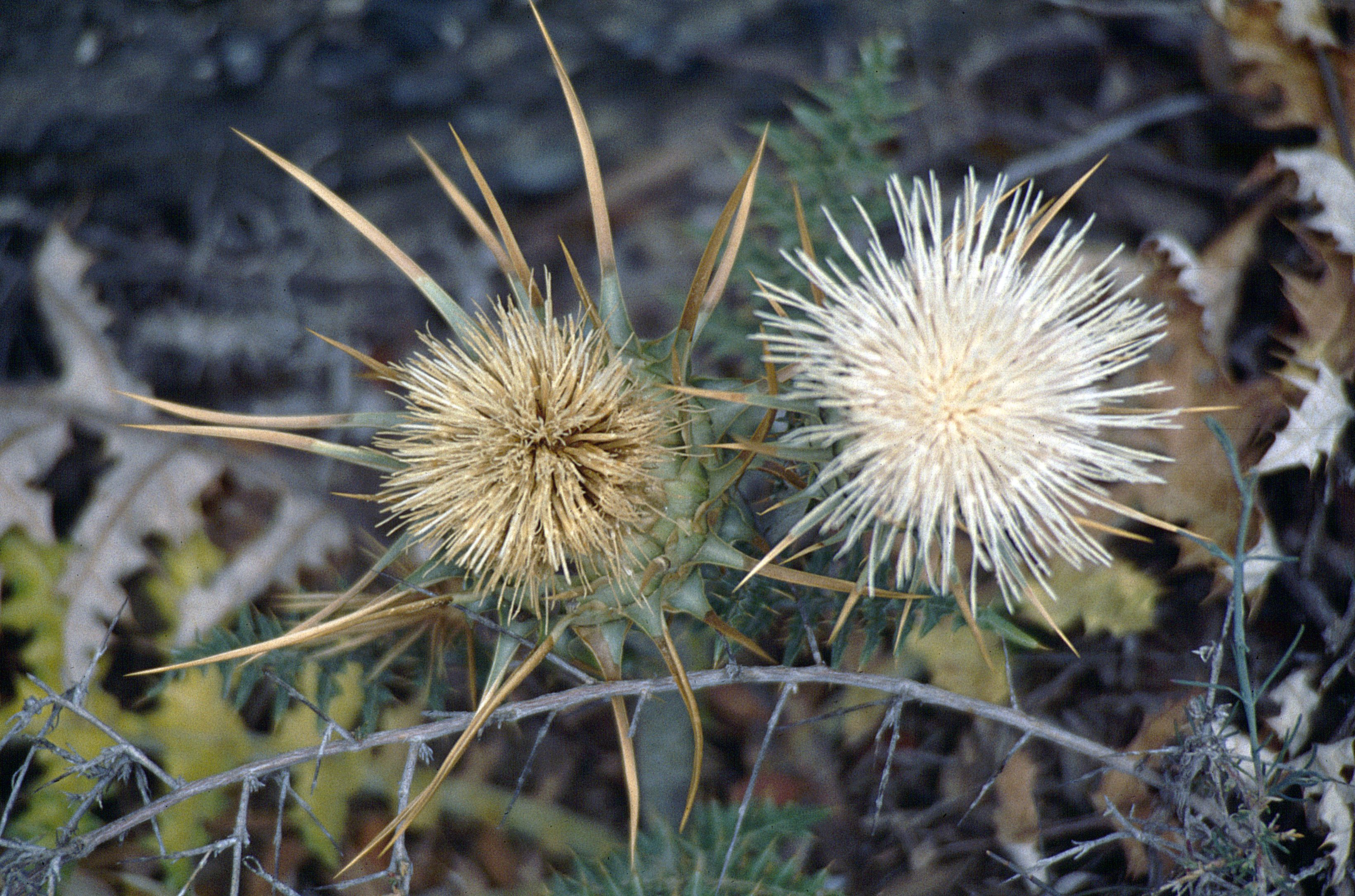
Fruchtstand von Cynara cornigera

Cynara cornigera ist ein ausdauernder Schaft-Hemikryptophyt, der Wuchshöhen von 10 bis 20, selten bis 50 Zentimeter erreicht. Die Grundblätter sind 25 bis 50 Zentimeter lang, 8 bis 22 Zentimeter breit, tief zweifach fiederspaltig, weißnervig und länger als der Stängel. Sie besitzen 2 bis 7 Millimeter lange, nicht gebüschelte Dornen. Die Anhängsel der mittleren Hüllblätter sind löffelförmig, quer elliptisch und spitzen sich abrupt in einen 20 bis 50 Millimeter langen Dorn zu. Die Hülle ist mehr oder weniger kugelig, 32 bis 60 Millimeter lang und 33 bis 70 Millimeter breit. Die Krone ist meist gelblich, seltener lila. Die Frucht misst 7 × 3,5 Millimeter. Der Pappus ist 19 bis 31 Millimeter groß.
Die Blütezeit reicht von April bis Juni.

## Vorkommen
Cynara cornigera kommt im östlichen Mittelmeerraum vor. Ihr Verbreitungsgebiet umfasst Griechenland, Libyen, Ägypten, Zypern, Kreta und die Ägäis.
Die Art wächst in felsiger Phrygana, Felsspalten und auf Brachland. Auf Kreta ist sie in Höhenlagen von 0 bis 850 Metern zu finden.